# جیوه در ماهی

منابع انسانی نزدیک، مانند سوزاندن زغال سنگ و استخراج آهن، می‌توانند منابع آب را با متیل جیوه که به‌طور مؤثر در بدن ماهی‌ها جذب می‌شود، آلوده کنند. از طریق فرایند زیست‌انباشتگی افزایشی، سطح جیوه در هر زنجیره غذایی افزایش می‌یابد.

وجود جیوه در ماهی برای افرادی که این جیوه را می‌خورند، به ویژه برای زنان باردار یا مادران شیرده و کودکان خردسال ممکن است یک نگرانی بهداشتی باشد. ماهی‌ها و صدف‌ها جیوه را در بدن خود غلیظ می‌کنند، که اغلب تبدیل به متیل جیوه، یک ترکیب سمی از ترکیبات آلی جیوه می‌گردد این عنصر به عنوان زیست‌انباشتگی در انسان شناخته شده و از طریق غذاهای دریایی به جمعیت انسانی منتقل می‌شود، جایی که می‌تواند منجر به مسمومیت با جیوه شود. جیوه هم برای اکوسیستم‌های طبیعی و هم برای انسان خطرناک است، زیرا فلزی است که بسیار سمی است، به ویژه به دلیل توانایی آن در آسیب رساندن به سیستم عصبی مرکزی.
در اکوسیستم‌های ماهیان پرورشی، که معمولاً برای تولید انبوه غذاهای دریایی صورت می‌گیرد، جیوه به وضوح از طریق زنجیره غذایی از طریق ماهی‌هایی که پلانکتون‌های کوچک مصرف می‌کنند و همچنین از طریق منابع غیر غذایی مانند رسوبات زیر آب افزایش می‌یابد.
محصولات حاصل از ماهی حاوی مقادیر مختلفی از فلزات سنگین، به ویژه جیوه و آلاینده‌های محلول در چربی ناشی از آلودگی آب هستند. گونه‌های ماهی‌هایی که عمر طولانی دارند و در بالای زنجیره غذایی هستند، مانند نیزه ماهی، تن، کوسه، اره‌ماهی، ماهی خال‌خالی شاهی و کاشی‌ماهی حاوی غلظت‌های بالاتر جیوه نسبت به سایرین هستند. نهنگ‌ها و دلفین‌ها جیوه و سایر آلاینده‌ها را در خود انباشته می‌کنند. بنابراین جمعیت‌هایی که گوشت نهنگ می‌خورند، مانند ژاپنی‌ها و فاروئی‌ها، در برابر مصرف جیوه آسیب‌پذیر هستند.